# Cynorta marginalis
Cynorta marginalis is een hooiwagen uit de familie Cosmetidae.